# Алба (Міссурі)
Алба (англ. Alba) — місто (англ. city) в США, в окрузі Джеспер штату Міссурі. Населення — 544 особи (2020).

## Географія
Алба розташована за координатами 37°14′14″ пн. ш. 94°25′3″ зх. д. / 37.23722° пн. ш. 94.41750° зх. д. (37.237155, -94.417611).  За даними Бюро перепису населення США в 2010 році місто мало площу 0,85 км², уся площа — суходіл.

## Демографія
Згідно з переписом 2010 року, у місті мешкало 555 осіб у 227 домогосподарствах у складі 167 родин. Густота населення становила 652 особи/км².  Було 251 помешкання (295/км²).
Расовий склад населення:
| - 94,4 % — білих - 1,8 % — корінних американців - 0,7 % — чорних або афроамериканців |

До двох чи більше рас належало 3,1 %. Частка іспаномовних становила 2,3 % від усіх жителів.
За віковим діапазоном населення розподілялося таким чином: 25,9 % — особи молодші 18 років, 61,3 % — особи у віці 18—64 років, 12,8 % — особи у віці 65 років та старші. Медіана віку мешканця становила 36,1 року. На 100 осіб жіночої статі у місті припадало 91,4 чоловіків;  на 100 жінок у віці від 18 років та старших — 86,8 чоловіків також старших 18 років.
Середній дохід на одне домашнє господарство  становив 45 162 долари США (медіана — 39 500), а середній дохід на одну сім'ю — 53 181 долар (медіана — 47 917). За межею бідності перебувало 10,7 % осіб, у тому числі 19,5 % дітей у віці до 18 років та 2,7 % осіб у віці 65 років та старших.
Цивільне працевлаштоване населення становило 269 осіб. Основні галузі зайнятості: виробництво — 28,3 %, освіта, охорона здоров'я та соціальна допомога — 19,0 %, транспорт — 13,8 %, роздрібна торгівля — 8,9 %.